# Tir à l'arc par équipes mixte aux Jeux olympiques d'été de 2020
Navigation
Paris 2024
L'épreuve mixte par équipes de tir à l'arc des Jeux olympiques d'été de 2020 se tient au Parc Yumenoshima à Tokyo, au Japon, le 24 juillet 2021.

## Format de la compétition
Les équipes sont composées d'une archère et d'un archer. Les 16 meilleures équipes sont classées par rapport aux résultats obtenus par leurs athlètes lors du tour de qualification des épreuves individuelles masculine et féminine. Ce classement détermine le tableau de la phase finale.
Les 4 meilleures équipes des qualifications sont têtes de série et sont exemptées du premier tour.
Chaque match se compose de quatre sets de 6 flèches, deux par archer. L'équipe avec le score le plus élevé sur l'ensemble - le total des six flèches - reçoit deux points pour la manche ; si les équipes sont à égalités, chacune reçoit un point sur la manche. La première équipe à cinq points gagne le match. Le vainqueur se qualifie pour le tour suivant tandis que l'équipe perdante est éliminée de la compétition.

## Programme
Les horaires sont ceux de Tokyo (UTC+9).
| Jour   | Date                   | Début  | Fin     | Épreuve           | Phase                  |
| ------ | ---------------------- | ------ | ------- | ----------------- | ---------------------- |
| Jour 2 | Samedi 24 juillet 2021 | 9 h 30 | 16 h 45 | Par équipes mixte | Éliminations/Médailles |

## Résultats

### Tour de classement
Les 16 premières équipes sont qualifiées pour le tour principal de la compétition.
| Rang | Nation          | Archers                                            | Score | 10s | Xs |
| ---- | --------------- | -------------------------------------------------- | ----- | --- | -- |
| 1    | Corée du Sud    | Kim Je-deok An San                                 | 1368  | 79  | 31 |
| 2    | États-Unis      | Mackenzie Brown Brady Ellison                      | 1350  | 69  | 24 |
| 3    | Japon           | Azusa Yamauchi Hiroki Muto                         | 1343  | 67  | 19 |
| 4    | Mexique         | Alejandra Valencia Luis Álvarez                    | 1336  | 60  | 23 |
| 5    | Chine           | Yang Xiaolei Wei Shaoxuan Wang Dapeng Wu Jiaxin    | 1328  | 57  | 11 |
| 6    | Pays-Bas        | Steve Wijler Gabriela Schloesser                   | 1327  | 60  | 15 |
| 7    | Turquie         | Mete Gazoz Yasemin Anagöz                          | 1321  | 57  | 18 |
| 8    | Taipei chinois  | Lin Chia-en Tang Chih-chun                         | 1319  | 59  | 13 |
| 9    | Inde            | Pravin Jadhav Deepika Kumari                       | 1319  | 52  | 18 |
| 10   | ROC             | Ksenia Perova Galsan Bazarzhapov                   | 1317  | 53  | 16 |
| 11   | Italie          | Chiara Rebagliati Mauro Nespoli                    | 1316  | 52  | 15 |
| 12   | Grande-Bretagne | Sarah Bettles Patrick Huston                       | 1311  | 55  | 20 |
| 13   | Allemagne       | Michelle Kroppen Florian Unruh                     | 1309  | 49  | 12 |
| 14   | France          | Pierre Plihon Jean-Charles Valladont Lisa Barbelin | 1307  | 55  | 16 |
| 15   | Indonésie       | Riau Salsabilla Diananda Choirunisa                | 1297  | 52  | 15 |
| 16   | Bangladesh      | Ruman Shana Diya Siddique                          | 1297  | 47  | 16 |
| 17   | Canada          | Crispin Duenas Stephanie Barrett                   | 1295  | 38  | 10 |
| 18   | Ukraine         | Veronika Marchenko Oleksii Hunbin                  | 1291  | 57  | 18 |
| 19   | Malaisie        | Khairul Anuar Mohamad Syaqiera Mashayikh           | 1291  | 46  | 15 |
| 20   | Brésil          | Ane Marcelle Dos Santos Marcus Vinicius D'Almeida  | 1287  | 39  | 14 |
| 21   | Espagne         | Daniel Castro Ines De Velasco                      | 1278  | 39  | 11 |
| 22   | Moldavie        | Dan Olaru Alexandra Mîrca                          | 1275  | 40  | 11 |
| 23   | Viêt Nam        | Nguyễn Hoàng Phi Vũ Đỗ Thị Ánh Nguyệt              | 1275  | 38  | 8  |
| 24   | Pologne         | Sławomir Napłoszek Sylwia Zyzańska                 | 1267  | 43  | 16 |
| 25   | Australie       | Taylor Worth Alice Ingley                          | 1267  | 36  | 11 |
| 26   | Colombie        | Valentina Acosta Giraldo Daniel Pineda Osorio      | 1266  | 38  | 11 |
| 27   | Mongolie        | Urantungalag Bishindee Otgonbold Baatarkhuyag      | 1260  | 36  | 8  |
| 28   | Tunisie         | Mohamed Hammed Rihab El-Walid                      | 1240  | 28  | 8  |
| 29   | Égypte          | Amal Adam Youssof Tolba                            | 1215  | 35  | 13 |

### Tableau final
| 1er tour | 1er tour        | 1er tour | 1er tour | 1er tour | 1er tour | 1er tour |  |  | Quarts de finale | Quarts de finale | Quarts de finale | Quarts de finale | Quarts de finale | Quarts de finale | Quarts de finale |  |   | Demi-finales | Demi-finales | Demi-finales | Demi-finales | Demi-finales | Demi-finales | Demi-finales |  |                               | Finale                        | Finale                        | Finale                        | Finale                        | Finale                        | Finale                        | Finale |
|          |                 |          |          |          |          |          |  |  |                  |                  |                  |                  |                  |                  |                  |  |   |              |              |              |              |              |              |              |  |                               |                               |                               |                               |                               |                               |                               |        |
| 1        | Corée du Sud    | 38       | 35       | 39       |          | 6        |  |  |                  |                  |                  |                  |                  |                  |                  |  |   |              |              |              |              |              |              |              |  |                               |                               |                               |                               |                               |                               |                               |        |
| 16       | Bangladesh      | 30       | 33       | 38       |          | 0        |  |  | 1                | Corée du Sud     | 35               | 38               | 35               | 36               | 6                |  |   |              |              |              |              |              |              |              |  |                               |                               |                               |                               |                               |                               |                               |        |
| 9        | Inde            | 35       | 38       | 40       | 37       | 5        |  |  | 9                | Inde             | 32               | 37               | 37               | 33               | 2                |  |   |              |              |              |              |              |              |              |  |                               |                               |                               |                               |                               |                               |                               |        |
| 8        | Taipei chinois  | 36       | 38       | 35       | 36       | 3        |  |  |                  |                  |                  |                  |                  |                  |                  |  |   | 1            | Corée du Sud | 37           | 39           | 38           |              | 5            |  |                               |                               |                               |                               |                               |                               |                               |        |
| 5        | Chine           | 35       | 34       | 38       | 37       | 3        |  |  |                  |                  |                  |                  |                  |                  |                  |  |   | 4            | Mexique      | 37           | 37           | 36           |              | 1            |  |                               |                               |                               |                               |                               |                               |                               |        |
| 12       | Grande-Bretagne | 36       | 36       | 36       | 37       | 5        |  |  | 12               | Grande-Bretagne  | 36               | 37               | 34               |                  | 0                |  |   |              |              |              |              |              |              |              |  |                               |                               |                               |                               |                               |                               |                               |        |
| 13       | Allemagne       | 35       | 39       | 35       | 34       | 2        |  |  | 4                | Mexique          | 38               | 39               | 36               |                  | 6                |  |   |              |              |              |              |              |              |              |  |                               |                               |                               |                               |                               |                               |                               |        |
| 4        | Mexique         | 37       | 37       | 36       | 37       | 6        |  |  |                  |                  |                  |                  |                  |                  |                  |  |   |              |              |              |              |              |              |              |  |                               | 1                             | Corée du Sud                  | 35                            | 37                            | 36                            | 39                            | 5      |
| 3        | Japon           | 37       | 35       | 33       | 33       | 3        |  |  |                  |                  |                  |                  |                  |                  |                  |  |   |              |              |              |              |              |              |              |  |                               | 6                             | Pays-Bas                      | 38                            | 36                            | 33                            | 39                            | 3      |
| 14       | France          | 36       | 39       | 33       | 37       | 5        |  |  | 14               | France           | 37               | 35               | 34               | 37               | 4 (17)           |  |   |              |              |              |              |              |              |              |  |                               |                               |                               |                               |                               |                               |                               |        |
| 11       | Italie          | 36       | 34       | 33       |          | 0        |  |  | 6                | Pays-Bas         | 34               | 37               | 37               | 35               | 5 (19)           |  |   |              |              |              |              |              |              |              |  |                               |                               |                               |                               |                               |                               |                               |        |
| 6        | Pays-Bas        | 37       | 39       | 35       |          | 6        |  |  |                  |                  |                  |                  |                  |                  |                  |  | 6 | Pays-Bas     | 36           | 36           | 36           | 37           | 5            |              |  |                               |                               |                               |                               |                               |                               |                               |        |
| 7        | Turquie         | 37       | 38       | 34       | 35       | 6        |  |  |                  |                  |                  |                  |                  |                  |                  |  | 7 | Turquie      | 35           | 35           | 37           | 37           | 3            |              |  |                               |                               |                               |                               |                               |                               |                               |        |
| 10       | ROC             | 37       | 37       | 34       | 33       | 2        |  |  | 7                | Turquie          | 34               | 38               | 36               | 35               | 6                |  |   |              |              |              |              |              |              |              |  | Match pour la troisième place | Match pour la troisième place | Match pour la troisième place | Match pour la troisième place | Match pour la troisième place | Match pour la troisième place | Match pour la troisième place |        |
| 15       | Indonésie       | 37       | 36       | 33       | 36       | 5 (20)   |  |  | 15               | Indonésie        | 35               | 35               | 35               | 33               | 2                |  |   |              |              |              |              |              |              |              |  |                               | 4                             | Mexique                       | 36                            | 27                            | 39                            | 34                            | 6      |
| 2        | États-Unis      | 34       | 33       | 34       | 37       | 4 (18)   |  |  |                  |                  |                  |                  |                  |                  |                  |  |   |              |              |              |              |              |              |              |  |                               | 7                             | Turquie                       | 34                            | 36                            | 36                            | 33                            | 2      |

### Classement final
| Rang | Nation          | Archers                                 |
| ---- | --------------- | --------------------------------------- |
| 1    | Corée du Sud    | An San Kim Je-deok                      |
| 2    | Pays-Bas        | Gabriela Schloesser Steve Wijler        |
| 3    | Mexique         | Alejandra Valencia Luis Álvarez         |
| 4    | Turquie         | Yasemin Anagöz Mete Gazoz               |
| 5    | France          | Lisa Barbelin Jean-Charles Valladont    |
| 6    | Inde            | Deepika Kumari Pravin Jadhav            |
| 7    | Indonésie       | Diananda Choirunisa Riau Ega Salsabilla |
| 8    | Grande-Bretagne | Sarah Bettles Patrick Huston            |
| 9    | Bangladesh      | Diya Siddique Md Ruman Shana            |
| 10   | Chine           | Wu Jiaxin Wang Dapeng                   |
| 11   | Allemagne       | Michelle Kroppen Florian Unruh          |
| 12   | Italie          | Chiara Rebagliati Mauro Nespoli         |
| 13   | Japon           | Azusa Yamauchi Hiroki Muto              |
| 14   | ROC             | Ksenia Perova Galsan Bazarzhapov        |
| 15   | Taipei chinois  | Lin Chia-En Tang Chih-chun              |
| 16   | États-Unis      | Mackenzie Brown Brady Ellison           |